# جوناثان إيرليتش
جوناثان إيرليتش (بالعبرية: יונתן דאריו "יוני" ארליך) مواليد 5 أبريل 1977 في بوينس آيرس، الأرجنتين. هو لاعب كرة مضرب إسرائيلي محترف، متخصص بمسابقات الزوجي. بدأ مسيرته الاحترافية سنة 1996.
فاز بإحدى بطولات الجراند سلام بزوجي الرجال في بطولة أستراليا المفتوحة 2008 مع مواطنه أندي رام.

## روابط خارجية
- جوناثان إيرليتش على موقع رابطة محترفي التنس (الإنجليزية)
- جوناثان إيرليتش على موقع الاتحاد الدولي لكرة المضرب (الإنجليزية)
- جوناثان إيرليتش على موقع كأس ديفيز (الإنجليزية)
- جوناثان إيرليتش على موقع خلاصة التنس.كوم (الإنجليزية)
- جوناثان إيرليتش على موقع إي إس بي إن.كوم (الإنجليزية)
- جوناثان إيرليتش على موقع اللجنة الأولمبية الدولية (الإنجليزية)
- جوناثان إيرليتش على موقع أوليمبيديا (الإنجليزية)